# Laitoeri
Laitoeri (Georgisch: ლაითური) is een 'nederzetting met stedelijk karakter' (დაბა, daba) in het zuidwesten van Georgië met 3.254 inwoners (2024), gelegen in gemeente Ozoergeti (regio (mchare) Goeria. Laitoeri ligt op ongeveer 80 meter boven zeeniveau op een hoogte in het Koboeleti Laagland, op elf kilometer ten westen van de regiohoofdstad en het gemeentelijk centrum Ozoergeti en ruim 40 kilometer ten noorden van Batoemi.

## Geschiedenis
Archeologische vondsten hebben aangetoond dat het gebied bij Latoeri al zo vroeg als het neolithicum werd bewoond. De moderne plaats ontstond in 1911 toen de Russische autoriteiten de Doechobors ("Geestworstelaars"), Russische religieuze bannelingen, toestonden zich hier te vestigen. Het gebied vormt het grensland tussen Goeria en Adzjarië en was eerder nog dicht bebost.

### Thee
Door de industrialisatie in de Sovjet-Unie en de opkomst van thee in het zuidwesten van Georgië werd het landschap gecultiveerd met theeplantages en kwamen er in Laitoeri een theefabriek en een technische school voor de thee-industrie. In de jaren 1930 was er 1700 hectare aan theeplantages, waren er citrusplantages en groeiden er kemirinoten. In 1953 werd Laitoeri gepromoveerd naar een nederzetting met stedelijk karakter (დაბა, daba), onder meer vanwege de belangrijke thee-industrie in de plaats.

### Economisch verval
Met de onafhankelijkheid van Georgië stortte de theeproductie in en raakte Laitoeri in verval. Ook in de 21e eeuw kent de plaats grote armoede door de sociaaleconomische achtergesteldheid. In 2007 werd bij Laitoeri een grote gevangenis gebouwd voor 3600 gedetineerden, maar na het stilleggen van de bouw werd het project getransformeerd naar een gesloten inrichting voor 700 gevangenen. Met behulp van internationale ondersteuning wordt er sinds 2012 in Laitoeri Amerikaanse bosbes geteeld voor de export naar Rusland, het Verenigd Koninkrijk en de Europese Unie.

## Demografie
Per 1 januari 2024 had Laitoeri 3.254 inwoners, een stijging van 24% ten opzichte van de volkstelling van 2014. Het daba bestond volgens de volkstelling van 2014 vrijwel geheel uit etnisch Georgiërs (95,8%), met enkele tientallen Armeniërs (2,5%) en Russen (1,5%).
| Aantal                                 | 5.018 | 3.398 | 5.327 | 3.854 | 3.556 | 2.697 | 3.384 | 3.254 |
| Verantwoording data: Steden en daba's. |       |       |       |       |       |       |       |       |

## Vervoer
Laitoeri is bereikbaar vanaf Ozoergeti via een lokale weg door Naroedzja die aan de zuidkant van de stad aftakt van de nationale route Sh2. Vanaf het noorden is de plaats bereikbaar via een lokale weg vanaf de nationale route Sh46 over de rivier Natanebi, waar ook het dichtstbijzijnde spoorwegstation is (Meria).